# Lingua shelta
Lo Shelta /ˈʃɛltə/ è la lingua parlata dalla popolazione pavee, in particolar modo da quella stanziata in Irlanda e nel Regno Unito. Chiamato De Gammon dalla sua comunità di locutori, esso viene spesso usato come criptolinguaggio dai pavee per non farsi comprendere dagli ascoltatori esterni. Il numero esatto dei madrelingua al giorno d'oggi è difficile da determinare, l'ultima ricerca in merito venne eseguita nel 1992 da Ethnologue e indicava il numero dei parlanti in 30.000 nel Regno Unito, 6.000 in Irlanda e 50.000 negli Stati Uniti.
Malgrado originariamente nella comunità pavee fosse predominante l'utilizzo del gaelico irlandese, la permanenza nei pressi dei grossi centri abitati e la conseguente assimilazione graduale della lingua inglese ha portato alla formazione dello shelta come creolo avente elementi morfologici di entrambi gli idiomi, basato sul dialetto inglese parlato in Irlanda con forti influenze dal gaelico. Le differenti varianti dello shelta presenti sul territorio irlandese mostrano inoltre diversi gradi di anglicizzazione, rendendo difficile quindi stabilire quanto determinante sia il substrato gaelico che comunque, secondo una stima dell'Oxford Companion to the English Language si aggira attorno a un contributo linguistico di 2.000/3.000 parole.